# Ion G. Sbiera
Ion G. Sbiera (* 1. November 1836 in Horodnic de Jos (Unterhorodnik); † 22. Oktober 1916 in Czernowitz) war ein rumänischer Ethnologe, Literaturwissenschaftler, Romanist und Rumänist.

## Leben
Ion Gheorghe Sbiera studierte bis 1861 in Czernowitz und war bis 1871 Gymnasiallehrer (als Nachfolger seines Lehrers Aron Pumnul) am k.k. I. Staatsgymnasium Czernowitz. 1866 war er Gründungsmitglied der Rumänischen Akademie. Von 1871 bis 1875 wirkte er als Bibliothekar. Ab 1875 vertrat er, von 1881 bis 1906 besetzte er an der Franz-Josephs-Universität Czernowitz den Lehrstuhl für rumänische Sprache und Literatur. Sein Nachfolger war Sextil Pușcariu.

## Werke
- Carte de conversati̧une romîneascæ si̧ germîneascæ. Leitfaden der romänischen und deutschen Conversations-Sprache, Czernowitz 1870
- Grigore Ureche. Contribuiri pentru o biografie a lui, Bukarest 1884
- (Hrsg.) Codicele Voronețean. Cu un vocabularǐŭ s̡i studiŭ asupra luĭ, Czernowitz 1885 (Fragment der Apostelgeschichte, sowie die Briefe von Petrus und Jakobus)
- Poves̡tĭ poporale romînescĭ, din popor luate s̡i poporuluǐ date, Czernowitz 1886; Povești și poezii poporale românești,  hrsg. von Pavel T̡ugui, Bukarest 1971 (Volkserzählungen und Volksdichtungen)
- Aron Pumnul. Voci asupra vieței și însemnătății lui, Czernowitz 1889
- Mișcări culturale și literale la românii din stânga Dunării în răstimpul de la 1504-1714, Czernowitz 1897
- Familia Sbiera după tradițiune și istorie și amintiri din viața autorului, Czernowitz 1899 (Autobiografie)
- Contribuiri pentru o istorie soțială, cetățenească, religioasă, bisericească și cultural-literară a românilor de la originea lor încoace până la iulie 1504, Czernowitz 1906